# 韓国学
韓国学（かんこくがく）は 韓国（大韓民国）に関する多様な分野から韓国固有のものを研究する学問である。言語、歴史、地理、政治、経済、社会、文化など多様な分野にわたって研究される。なお、日本統治時代の朝鮮以前の歴史的研究や朝鮮半島全体を対象とする地域研究、あるいは軍事境界線より北側である北朝鮮（朝鮮民主主義人民共和国）を対象とする場合に朝鮮学または朝鮮研究という呼称が用いられることもある。

## 概要
韓国学は朝鮮戦争が休戦となって以後に活発な研究が始まったとされる。1991年に、大韓民国政府は韓国学を広く普及させようと韓国国際協力財団を設置した。2005年末には、世界各地で韓国学を開設している大学は62カ国735箇所あり、そのうち半分近い335箇所が日本にある。日本は明治維新から太平洋戦争までの間、大陸政策の一環として
満鮮史観など朝鮮半島や満洲への関心が深く、現在も日本は韓国および北朝鮮以外では朝鮮研究が最も盛んな国である。
韓国内では国学と呼ばれていたが、保守的・国粋的と見なされたため、現在は韓国学が一般化している。

## 年表
- 1667 ヘンドリック・ハメル『朝鮮幽囚記』（日本語訳 1969）
- 1873　アンリ・ズュベール『Une expédition en Corée』（Le Tour du monde, Volume 25）
- 1874 シャルル・ダレ『朝鮮事情』（日本語訳 1979）
- 1880 エルンスト・ヤーコプ・オッペルト『禁断の国 朝鮮への船旅』
- 1882 ウィリアム・グリフィス『隠者の国・朝鮮』
- 1888 ウィリアム・リチャード・カルレス（William Richard Carles）『Life in Corea』
- 1889　ホレイス・ニュートン・アレン『Korean Tales』
- 1891 チャールズ・ウィリアム・キャンベル（Charles William Campbell）『Report by Mr. C.W. Campbell of a journey in North Corea in September and October 1889』
- 1892 ジョージ・ウィリアム・ギルモア(George William Gilmore)『Korea from Its Capital: With a Chapter on Missions』
- 1894 ジョージ・カーゾン (初代カーゾン・オヴ・ケドルストン侯爵)『Problems of the Far East:Japan-Korea-China』
- 1895　アーノルド・ヘンリー・サヴェジ・ランダー(en:Arnold Henry Savage Landor)『Corea or Cho-sen』
- 1898 イザベラ・バード『朝鮮紀行』（日本語訳 1993）
- 1901　ホレイス・ニュートン・アレン『朝鮮近代外交史年表』（日本語訳 1961）
- 1904 アンガス・ハミルトン（Angus Hamilton）『Korea』
- 1904 コンスタンス・J・D・テイラー(Constance Jane Dorothy Tayler)『Koreans at Home』
- 1904-1905 カルロ・ロセッティ(en:Carlo Rossetti (diplomat))『Corea e coreani』
- 1907 エヴァラード・チャールズ・コーツ(en:Everard Charles Cotes)『Signs and Portents in the Far East 』
- 1908　ジョージ・トランブル・ラッド『In Korea with Marquis Ito』　（日本語訳『1907』2015）
- 1908 フレデリック・アーサー・マッケンジー(en:Frederick Arthur MacKenzie)『朝鮮の悲劇』（日本語訳 1973）
- 1908 ホレイス・ニュートン・アレン『Things Korean』
- 1912 金沢庄三郎『日韓古代地名の研究』
- 1912 アーサー・J・ブラウン『The Korean Conspiracy Case』
- 1916～35 関野貞『朝鮮古蹟図譜』
- 1918 マニュエル・エイスラー（Manuel Eissler）『My Voyage in Korea』
- 1919 アーサー・J・ブラウン『The Mastery of the Far East』（日本語訳『朝鮮はなぜ独立できなかったのか』2016）
- 1920 小倉進平『朝鮮語学史』
- 1923 E.J.アーカート（E. J. Urquhart）『Glimpses of Korea』
- 1924 前間恭作『竜歌古語箋』
- 1924 浅川巧、浅川伯教、柳宗悦らが朝鮮民族美術館設立
- 1926 アレン・アイルランド『The New Korea』（日本語訳 2013）
- 1929 小倉進平『郷歌及び吏読の研究』
- 1932～37 朝鮮史編修会『朝鮮史』
- 1930 青丘学会設立
- 1930 ウィリアム・フランクリン・サンズ(en:William Franklin Sands)『Undiplomatic Memories. The Far East, 1896-1904』
- 1934 震檀学会（ko:진단학회）設立
- 1938 ステン・バーグマン（en:Sten Bergman）『In Korean Wilds And Villages』
- 1940 三品彰英『朝鮮史概説』
- 1945 河野六郎『朝鮮方言学試攷』
- 1950 朝鮮学会設立
- 1951 旗田巍『朝鮮史』
- 1959 朝鮮史研究会設立
- 1961 日本朝鮮研究所（現代コリア研究所）設立、『朝鮮研究』（現代コリア）創刊
- 1973～88 T・K生（池明観）が世界 (雑誌)に『韓国からの通信』連載
- 1977 梶村秀樹『朝鮮史』
- 1977 小田実『私と朝鮮』
- 1981 ブルース・カミングス『朝鮮戦争の起源』
- 1984 関川夏央『ソウルの練習問題』
- 1985 小室直樹『韓国の悲劇』
- 1990 呉善花『スカートの風』
- 1991 カーター・エッカート『日本帝国の申し子』
- 1992 鄭大均『日韓のパラレリズム』
- 1993 朴泰赫『醜い韓国人』
- 1994 豊田有恒『いい加減にしろ韓国』
- 1995 古田博司『朝鮮民族を読み解く』
- 1998 小倉紀蔵『韓国は一個の哲学である』
- 1999 金文学『韓国民に告ぐ!』
- 2001 崔基鎬『韓国　堕落の2000年史』
- 2002 金完燮『親日派のための弁明』
- 2002 古田博司、小倉紀蔵 編『韓国学のすべて』新書館、ISBN 9784403250583
- 2002～05 第1回日韓歴史共同研究
- 2005 朴裕河『反日ナショナリズムを超えて』
- 2006 李栄薫『解放前後史の再認識』
- 2007～10 第2回日韓歴史共同研究